# Bronisław Piasecki
Bronisław Piasecki (ur. 7 października 1940 w Raniach, zm. 14 lipca 2020) – polski duchowny rzymskokatolicki, doktor nauk teologicznych, kapelan kard. Stefana Wyszyńskiego w latach 1974–1981.

## Życiorys
Urodził się 7 października 1940 we wsi Ranie na Podlasiu. W 1957 rozpoczął formację kapłańską w Wyższym Metropolitalnym Seminarium Duchownym w Warszawie. 22 września 1963 w Izabelinie otrzymał święcenia kapłańskie z rąk ówczesnego biskupa pomocniczego warszawskiego Jerzego Modzelewskiego. Po święceniach podjął dalsze studia na Akademii Teologii Katolickiej w Warszawie zakończone uzyskaniem tytułu licencjata kanonicznego po napisaniu pracy pt. Religijna interpretacja moralności u Bernarda Häringa. 
Po święceniach kapłańskich, był wikariuszem w parafii św. Michała Archanioła w Goszczynie, parafii św. Franciszka z Asyżu w Izabelinie, parafii św. Krzysztofa w Podkowie Leśnej oraz parafii św. Katarzyny w Warszawie.
W latach 1968–1973 studiował teologię moralną w Instytucie Teologii Moralnej Papieskiego Uniwersytetu Laterańskiego w Rzymie ukończone obroną rozprawy doktorskiej pt. Struttura sacramentale della vita cristiana secondo Cirillo di Gerusalemme, pod kierunkiem prof. Bernharda Häringa. Po powrocie do kraju prowadził wykłady z teologii moralnej na ATK i dla kleryków seminarium duchownego w Warszawie.
W ostatnich latach przed śmiercią (1974–1981) kapelan kard. Stefana Wyszyńskiego – Prymasa Polski, należał do grona jego najbliższych współpracowników. Później wicepostulator w jego procesie beatyfikacyjnym. W latach 1983–2010 proboszcz Parafii Rzymskokatolickiej Najświętszego Zbawiciela w Warszawie i dziekan dekanatu śródmiejskiego.
Od 1980 był wykładowcą w Wyższym Metropolitalnym Seminarium Duchownym w Warszawie.
Zmarł 14 lipca 2020 we Włoszech. Został pochowany w kwaterze kapłańskiej na cmentarzu Powązkowskim.

## Odznaczenia i wyróżnienia
W 2013 roku odznaczony odznaką Zasłużony dla Politechniki Warszawskiej.

## Publikacje
- Piasecki B., Ostatnie dni Prymasa Tysiąclecia, Wydawnictwo M, Kraków 2011, ISBN 978-83-7595-325-1.
- Piasecki B, Zając M., Prymas Wyszyński nieznany: ojciec duchowy widziany z bliska, Wydawnictwo M, Kraków 2016, ISBN 978-83-8043-081-5.